# Ungleichung von Burgess
Die Ungleichung von Burgess (auch Burgess-Schranke) ist in der analytischen Zahlentheorie eine Ungleichung, welche eine obere Schranke für Charaktersummen
{\displaystyle S_{\chi }(N,H):=\sum \limits _{N+1\leq n\leq N+H}\chi (n)}
liefert, wobei {\displaystyle \chi } ein Dirichlet-Charakter modulo einer kubikfreien Zahl {\displaystyle p\in \mathbb {N} } ist, der kein Hauptcharakter {\displaystyle \chi _{0}} ist. Die Ungleichung ist vor allem dann interessant, wenn {\displaystyle p} eine Primzahl ist.
Die Ungleichung wurde 1963 mit einer Reihe von verwandten Ungleichungen von dem britischen Mathematiker David Allan Burgess bewiesen. Sie liefert eine bessere Abschätzung für kleine Charakter-Summen als die Ungleichung von Polya-Winogradow von 1918. Mittlerweile gibt es auch bessere und allgemeinere Schranken als die Burgess-Schranke.

## Ungleichung von Burgess
Eine Zahl heißt kubikfrei, wenn sie durch keine Kubikzahl {\displaystyle x^{3}} außer {\displaystyle \pm 1} ohne Rest geteilt werden kann, insbesondere ist jede Primzahl kubikfrei.
Sei {\displaystyle r\in \mathbb {N} } mit {\displaystyle r\geq 2} und {\displaystyle \varepsilon >0}.
Sei weiter {\displaystyle \chi } ein Dirichlet-Charakter modulo {\displaystyle p\in \mathbb {N} }, der kein Hauptcharakter ist. Für zwei {\displaystyle N,H\in \mathbb {N} } sei die Charaktersumme
{\displaystyle S_{\chi }(N,H):=\sum \limits _{N+1\leq n\leq N+H}\chi (n).}
Wenn nun entweder {\displaystyle p} kubikfrei ist oder {\displaystyle r\leq 3}, dann gilt die Ungleichung von Burgess
{\displaystyle |S_{\chi }(N,H)|\leq C_{r,\varepsilon }H^{1-1/r}q^{(r+1)/(4r^{2})+\varepsilon }}
für eine nur von  {\displaystyle r} und {\displaystyle \varepsilon } abhängige Konstante {\displaystyle C_{r,\varepsilon }}.